# Новый парень моей мамы
«Новый парень моей мамы» (англ. My Mom's New Boyfriend) — американо-германская кинокомедия 2008 года с Антонио Бандерасом и Мэг Райан в главных ролях.

## Сюжет
Молодой агент ФБР Генри Дюранд (Колин Хэнкс) уезжает от своей матери Марти (Мэг Райан). Оставляет её толстой, курящей и ни капли не следящей за собой. Вернувшись через три года вместе с невестой Эмили (Сельма Блэр), также служащей в ФБР, он обнаруживает мать стройной, ухоженной, серьёзно разбогатевшей на операциях с ценными бумагами и с множеством поклонников: один, владелец ресторана, каждый вечер строго по расписанию признаётся в любви, распевая серенады на лужайке перед её домом, зато другой ухажёр, несмотря на то, что проводит ночи в спальне Марти, ещё не окончил школу.
Это настолько шокирует Генри, что он чувствует себя не в своей тарелке. Поэтому его очень радует, когда в жизни матери появляется мужественный, галантный и обаятельный Томми (Антонио Бандерас) — тот хотя бы её ровесник, к тому же выглядит вполне прилично, Эмили он тоже нравится. Каково же было удивление Генри, когда на очередном брифинге в ФБР ему предъявили снимки Томми, назвав его крупнейшим международным вором, специализирующимся на кражах предметов искусства и давно объявленным Интерполом в международный розыск. Начальство пришло в восторг, когда выяснилось, что в ближайшее окружение подозреваемого внедрены, оказывается, сразу два агента ФБР. Оно и слышать не хочет об отказе Генри от этого дела и поручает ему следить за собственной матерью, в том числе и во время свиданий.
Правда, сообщники Томми не дремлют. Двум прожжёным ворам очень не по душе его тесные контакты с правоохранительными органами. Однако кража есть кража, тем более, что за этой статуей они охотятся уже три года.
Все заканчивается традиционным хэппи-эндом.

## В ролях
- Антонио Бандерас — Томми
- Мэг Райан — Марти Дюранд
- Колин Хэнкс — Генри Дюранд
- Сельма Блэр — Эмили
- Томас Джозеф Адамс — Сальваторе
- Том Адамс — Нико